# Penobscot
Penobscot, pleme Algonquian Indijanaca iz skupine Istočnih Abenaka naseljeno uz istoimeni zaljevi uzvodno uz rijeku Penobscot u američkoj državi Maine. Penobscoti su bili članovi plemenskog saveza Abenaka, danas naseljeni na rezervatu Penobscot Indian island na Indian Islandu blizu Old Towna na rijeci Penobscot.

## Ime
Značenje ovog imena je još pod debatom a navode se značenja  'it forks on the white rocks,'  (Pānnawānbskek),  'it flows on rocks'  (od Penaubsket; prema Vetromile). Ballard drži da im ime dolazi od  'penops'  [penopsc] 'rock,' i  'cöt'  [ot], lokativ, po jednoj stijeni (vidi) blizu Castine. Gerard nudi domorodački oblik  'Pěnobskât' , (=' plenty stones').

## Sela
Agguncia, Asnela, Catawamtek, Kenduskeag, Mattawamkeag, Meecombe, Negas, Olamon, Oldtown, Passadumkeag, Pentagouet, Precaute, Segocket i Wabigganus.

## Povijest
U ranom 17. stoljeću Penobscoti žive u području zaljeva Penobscot i duž istoimene rijeke u Maineu. Francuzi su među njima 1688 utemeljili misiju na mjestu današnjeg Bangora, pa će kroz sve buduće ratove podupirati Francuze dok 1749. nisu sklopili mir s Englezima. Ovaj potez na štetu je abenačke konfederacije, jer su se ostala plemena (Androscoggin, Norridgewock, Sokoki i dr.) nakon poraza morala povući u Kanadu, i kasniji povratak im je zabranjen. Penobscoti za nagradu što su poptisali mirovni ugovor dobiše rezervat u Old Townu na Indian Riveru, gdje im i danas žive potomci.

## Populacija
Rana populacija (prema NAHDB-u) iznosila je oko 700 (1700.). Kasnije procjene daje Swanton, po kojemu ih je ilo 650 (1726.) i 700 (1765.), ali kasnije im broj opada na 350 (1786.) i kreće se na oko 300 sve do 1930. Sredinom druge polovice 20. stoljeća populacija Penobscota polako raste a 2000. prema Snowowlu, ima ih oko 2,000. 

## Etnografija
Penobscoti kulturno pripadaju šumskom području američkog Sjeveroistoka. Oni su kanu-Indijanci i stanovnici šume koji žive od lova i ribolova. Veliki značaj za njihovu materijalnu kulturu ima brezova kora koja služi za izradu, kanua, košara i wigwama. Tijekom zime napuštali su sela i odlazili na vlastita obiteljska lovačka područja, da bi se u sela ponovno vraćali proljeće. Zimi su se kretali na krpljama i za transport se koristili tobogganima. -Žene su nosile duge kožne haljine s rukavima koji su se mogli otkloniti, a muškarci pregače i leggingse (nogavice). Nosile su se i kabanice sa šiljastim kukuljicama i naravno mokasine. Luk i strijela i drvena ratna kijača glavno su oružje kojim su se služili u ratu ili u lovu. -Prema nekim izvještajima koja navodi Eva Lips, poznavali su uzimanje trofeja glave.

## Vanjske poveznice
- The Penobscot
- Penobscot Indian History